# Coccoderus novempunctatus
Coccoderus novempunctatus là một loài bọ cánh cứng trong họ Cerambycidae.